# 홀름스크
홀름스크(러시아어: Холмск)는 사할린주에 있는 도시이다. 홀름스키 군의 중심지이다. 일본이 지배했을때는 마오카(일본어: 真岡)라는 이름이 붙여졌다. 아이누어 표기(키릴)는 Маука이다.
인구는 현재까지 줄어들고 있으며, 2018년 기준으로 27,954명이다.
사할린섬의 남쪽에 위치하고 유즈노사할린스크에서 83km 떨어져 있다.

## 자매 도시
- 대한민국 경기도 안산시(2011년 7월 26일)[1]
- 일본 홋카이도 구시로시(1975년)[2]

## 같이 보기
- 바니노-홀름스크 철도연락선